# Sông Adda

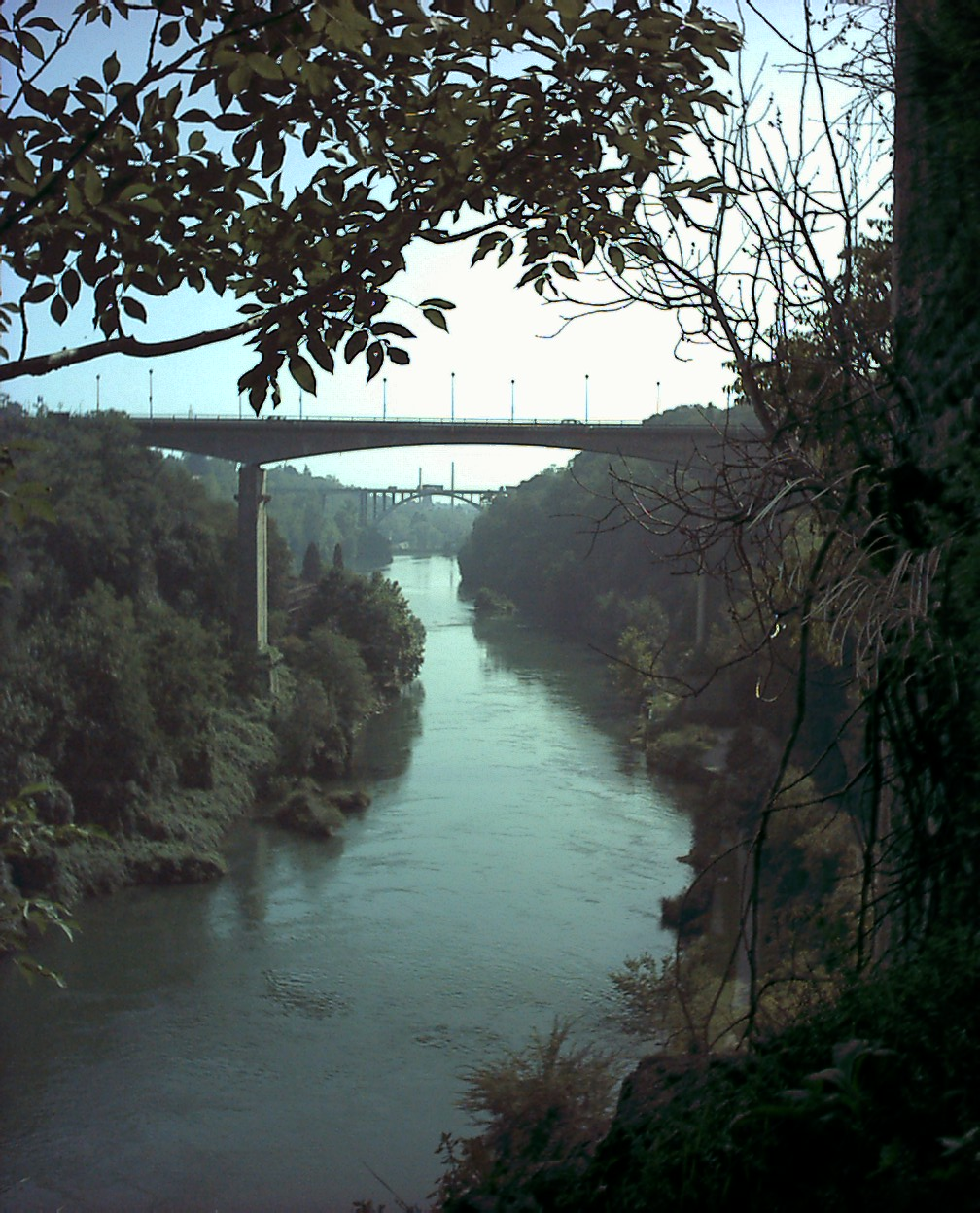
Sông Adda tại Trezzo sull'Adda.

Sông Adda (tiếng Latin: Abdua, hoặc Addua) là một con sông ở Bắc Ý, một nhánh của sông Po. Nó bắt nguồn ở dãy Alps, gần biên giới với Thụy Sĩ và chảy qua hồ Como. Sông Adda đổ vào sông Po một vài cây số ở thượng nguồn của Cremona. Sông này dài 313 km. Điểm cao nhất của lưu vực thoát nước là đỉnh núi la Spedla (một đỉnh phụ của Piz Bernina), với độ cao 4.020 mét.
Thị trấn dọc sông Adda bao gồm Bormio, Sondrio, Bellagio và Lecco (cả trên hồ Como), và Lodi.
Nguồn gốc thực sự của Adda là trong một số hồ nhỏ gần đầu của thung lũng Fragile, nhưng khối lượng của nó được tăng lên do nguồn nước từ một số suối nhỏ, gần thị trấn Bormio, tại dãy núi Alps Raetian. Từ đó ban đầu nó chảy về phía tây nam, sau đó do phía tây, qua khu vực Valtellina phì nhiêu, đi qua Tirano, nơi các thác Poschiavino ở trên bờ phải, và Sondrio, nơi đường giao nhau với các Mallero, cũng ở bên phải. Nó đổ vào hồ Como, tại cuối phía bắc của sông, và là nguồn nước chủ yếu tạo nên hình dáng của hồ. Từ nhánh phía đông nam của Lecco, nó đi qua vùng đồng bằng Lombardy, nơi nó gia nhập từ bên trái của Brembo, Serio, và cuối cùng, sau một đoạn dài 240 km, sông Adda hợp lưu vào sông Po, 13 km (8 mi) ở trên Cremona.